# KKMP
KKMP（1440 AM、92.1 FM）是位于北马里亚纳群岛的一个电台，由蓝色大陆通信公司开办。发射台位于塞班岛。